# Seven Worlds, One Planet
Seven Worlds, One Planet is een zevendelige natuurdocumentaireserie uit 2019, geproduceerd in ultra-high-definition (4K) door de BBC Natural History Unit, in coproductie met BBC America, Tencent Penguin Pictures, ZDF, France Télévisions en China Central Television. De serie wordt gepresenteerd door David Attenborough met muziek van Hans Zimmer.
De serie laat de grote verschillen zien van de flora en fauna op de zeven continenten die miljoenen jaren geleden zijn ontstaan, nadat de landmassa uiteen scheurde op de Aarde. Aan de serie hebben meer dan 1500 mensen meegewerkt. Hierbij werd 1794 dagen gefilmd, met 92 opnames in 41 verschillende landen. De serie ging van start in het Verenigd Koninkrijk op 27 november 2019 op BBC One. In Vlaanderen verscheen de eerste aflevering op 23 december 2019 op Canvas. In Nederland zond de EO op 8 januari 2020 de eerste aflevering uit op NPO 1.
De trailer werd voorzien van het nummer "Out There" geproduceerd door Hans Zimmer in samenwerking met Sia.

## Afleveringen
1. Antarctica
2. Azië
3. Zuid-Amerika
4. Australië (Oceanië)
5. Europa
6. Noord-Amerika
7. Afrika